# 한승엽 (축구 선수)
한승엽(1990년 11월 4일 ~ )은 대한민국의 축구 선수로 포지션은 공격수이다.

## 축구인 경력

### 선수 경력
2013년 대구 FC에 입단하였다. 2013 K리그 클래식 개막전 울산과의 경기에 선발 출전하여 득점을 기록하며 데뷔전 데뷔골로 화려하게 데뷔하였다. 이 골은 K리그 클래식 출범 이후 첫 득점이었다.
2016년 V-리그 빈즈엉 FC로 이적하였고, 3월 15일 전북 현대 모터스와의 아시아챔피언스 조별리그에 경기에 출전하였다. 그러나 시즌 중반 부상으로 방출되면서 반 년간 무적 신분이었다.
2017 시즌을 앞두고 대전 시티즌으로 이적했다. 3월 29일 천안시청과의 FA컵 경기를 통해 대전 입단 후 데뷔골을 성공시켰다.
2017년 여름 이적시장을 통해 내셔널리그의 천안시청으로 이적했다.
2018시즌을 앞두고 K3리그의 화성 FC에 입단했다.

## 등번호

### K리그
- 28 (2013년 ~ 2014년,  대구 FC)
- 27 (2017년,  대전 시티즌)

### 내셔널리그
- 28 (2014년,  용인시청)
- 28 (2015년,  대전 코레일)
- 10 (2017년,  천안시청)

### V리그
- 30 (2016년,  빈즈엉 FC)

## 참고 자료
- 화제의 선수 / 경기대 축구부 한승엽
- 한승엽 팬의 베트남 빈즈엉 원정기